# Граб східний
Граб східний (Carpinus orientalis) — вид дерева з роду граб родини березових. Інші назви «чорний граб», «грабинник».

## Опис
Виростає зазвичай до 5 м, рідко до 18. Крона широка і округла, рясногілляста. Кора світло-сіра, спочатку гладенька, потім розтріскуються на пласкі пластинки. Гілки з численними чечевичками. Пагони коричневі, спочатку запушені, пізніше раптово оголюються. Листя 2-5 см завдовжки, яйцеподібні або еліптичні, з округлою або ширококлинною основою, загострені або гострі, по краю двічі зубчасті, з 11—15 парами паралельних, дуже щільно розташованих жилок, що втиснули зверху і видатні знизу, завдяки чому листя виглядає складчастим. Зверху блискучі, темно-зелені, знизу світліші, запушені по середній жилці. Черешки 0,4—0,6 см довжини, запушені. Жіночі сережки спочатку дрібні, при плодах подовжуються до 6,5 см довжини. Луски розростаються при плодах до 2 см довжини, листоподібні, сухі, напівяцеподібні, безлопатеві, великозубчасті. Горішки яйцеподібні, бурого забарвлення, нагорі волохаті.
Листя багате на вітамін С, а кора — на таніни, в переповнених весняними соками пагонах багато органічних кислот і цукрів. У граба дуже тверда деревина і міцні пагони.

## Екологія
Цей граб росте по сухих і кам'янистих схилах гір, у підліску хвойних лісів. Не цвіте, наділений дуже низькою зимостійкістю. Росте граб повільно, тривалість життя незначна у порівнянні з іншими видами. Лише зрідка доживає до 100—120 років.
Добре переносить посуху, полюбляє світлі ділянки. Більш швидке зростання відбувається на багатих достатньо зволожених ґрунтах, з присутністю вапна. Не любить кислих ґрунтів, заболоченості. Кореневі паростки дає рідко, а пенькова поросль зазвичай багата.

## Використання
Приносить користь тим, що вологу зберігає, тонкий шар ґрунту і кам'янисті осипи тримає, особливо в гірських районах. Крім того, часто використовуються при під час створення садово-паркового ландшафту. Стрижку вони переносять чудово, а молоді гілки дозволяють легко заплітати себе. У Криму до XXI ст. нерідкі були живоплоти зі східного грабу. Сьогодні його також використовуються для створення бонсай.
Грабова деревина відмінно протистоїть стиранню і ударам, тому з неї в минулому робили і тепер роблять клавіші для роялів, паркетну планку, чесальні гребені, шевські цвяхи, колодки. Корою граба в Криму та на Кавказі кожум'яки здавна дубили шкури (голину) домашніх і диких тварин.

## Поширення
Розповсюджено на більшій частині Балканського півострова (в Болгарії, Греції, Албанії, Румунії, на півдні Хорватії, Чорногорії), в центральній та південній Італії, Угорщині, в Україні (півострів Крим), Туреччині, на Кавказі, півночі Ірану.

## Підвиди
- Carpinus orientalis orientalis (Італія, Балкани, Угорщина, Україна, Туреччина, Кавказ)
- Carpinus orientalis macrocarpa (Іран)